# Kim Jung-sook
Kim Jung-sook (korejsko: 김정숙), južnokorejska pevka, * 15. november 1954, Seoul, Južna Koreja.                                                                                                                               
Jung-sook je trenutno prva dama Južne Koreje in žena 12. predsednika Južne Koreje, Muna Dže Ina. 

## Življenjepis
Kimini starši so nekoč vodili trgovino Hanbok na tržnici Gwangjang v Seulu, kasneje pa so se preselili na otok Gwanghwa. Kim je na univerzi Kyung Hee spoznala svojega bodočega moža Muna Dže ina. Njuno razmerje se je začelo širiti po tem, ko je med protestom proti parku Chung-hee poskrbela Muna, ki ga je poškodoval protesnik. Mun in Kim sta se poročila leta 1981, ko je Mun končal študiranje na Inštitutu za sodne raziskave in usposabljanje. 
Kim je zaradi svoje lahke osebnosti dobila vzdevek "Jolly Lady", ki se je med predsedniško kampanjo leta 2017 zelo populariziral. 
Kim je postala prva dama Republike Južne Koreje, ko je njen mož postal predsednik, 10. maja 2017. Kot prva dama se osredotoča na manjšine v družbi, kot so invalidi, enostarševske družine in starejši ljudje, tako da prireja povezane dogodke, ki jih organizira Modra hiša, ki je pripravila spominske govore za povezane kulturne prireditve in obiskala sorodne objekte ob uradnem ali državnem obisku njenega moža v tujih državah.